# Catamenia
Catamenia es una banda finlandesa de black metal melódico.

## Historia
Fue fundada en 1995 por sus dos miembros originales, Riku Hopeakoski y Mika Tönning en Oulu, Finlandia. Lanzaron su primera demo ese mismo año. Su segunda demo, Winds, de 1996, les llevó a firmar un contrato con Massacre Records en 1997. Su primer álbum de larga duración, Halls of Frozen North fue grabado en Commusication Studios, Alemania, en 1997 con Gerhard Magin (Crematory, Mystic Circle) y fue lanzado en 1998. Un año después, en 1999, grabaron su segundo álbum, Morning Crimson, en Suecia, en Sunlight Studios con Thomas Skogsberg (Katatonia, Dismember).
La banda ya había experimentado entonces dos cambios en la formación: el batería Toni Tervo y el guitarrista Sampo Ukkola fueron sustituidos por Sir Luttinen y el actual guitarrista Ari Nissilä.
El tercer álbum de la banda, Eternal Winter's Prophecy, ya fue grabado en Finlandia en el año 2000 en Tico-Tico Studios con Ahti Kortelainen (Kalmah, Eternal Tears of Sorrow, Dawn of Relic). Su último álbum para Massacre Records fue titulado Eskhata, lanzado en el 2002, grabado en Oulu, Finlandia dentro de SoundMix Studios con el productor Mika Pohjola (The Black League). Después del lanzamiento y promoción de Eskhata Catamenia renovó su contrato con Massacre Records por tres álbumes más, evidenciando buenas relaciones laborales.
Catamenia enfrentó varios cambios en su alineación durante los ensayos de su quinto álbum, pero su alineación se estabilizó y de nuevo estuvieron en seis piezas para su lanzamiento.
Catamenia grabó su quinto álbum, ChaosBorn, en los estudios Neo Studio en Oulu con Kari Vähäkuopus e Immu Ilmarinen (Burning Point, Embraze, Afterworld, Sentenced). Combina metal melódico y agresivo con gran equilibrio. Después de ser alabados por los medios y sus fanes gracias a este álbum, Winternight Tragedies fue lanzado como su sexto álbum de estudio, de nuevo con Mastervox Studios y producido por Kakke Vähäkuopus e Immu Ilmarinen.
Mientras trabajaban en este álbum la banda sufrió problemas con las grabaciones, que fueron temporalmente paradas debido a un comportamiento poco profesional de algunos de los miembros de la banda, lo que ocasionó cambios en la formación. El vocalista Mika y el bajista Timo fueron reemplazados por el nuevo vocalista O.J. Mustonen y el bajista Mikko Hepo-oja. A pesar de estos imprevistos, Winternight Tragedies es considerado como uno de sus mejores álbumes, que ofrece crudas, agresivas y enfurecidas canciones, aunque mantienen el fondo melódico intacto.
Tras el gran éxito de Winternight Tragedies, la banda realizó su primera gira europea en 2005 que fue un rotundo éxito. A pesar de esto, Catamenia decidió reemplazar al bajista Mikko Hepo-oja unánimemente debido a falta de química con el resto de los miembros. El nuevo bajista Toni Kansanoja (Black Swan, Burning Point) se unió y permanece hasta el momento con ellos.
La banda se puso a trabajar en su séptimo álbum, Location:COLD, teniendo que enfrentarse nuevamente a serias dificultades. El vocalista Olli perdió la voz y tuvo que ser sustituido por su amigo Antti 'Hape' Haapsamo (Mors Subita), que cantó el resto de las canciones. Estos problemas inesperados impulsaron aún más a la banda, y muchos críticos han calificado el álbum como muy variable, con riffs ultra rápidos y melodías increíbles, así como canciones más lentas. Incluye además una versión de "I Wanna Be Somebody".
Tras trabajar juntos durante tres álbumes y su amistad con los miembros de la banda fue aumentando, Kari Vähäkuopus fue invitado a la banda como vocalista.
En 2006 se grabó Bringing The Cold To Poland en Polonia, su único material en vivo que consta de CD y DVD. Contiene además imágenes de la banda, el logo, la biografía oficial y una entrevista al líder y fundador Riku Hopeakoski.
Durante la gira por Rusia y Europa, el teclista Tero decidió dejar la banda después tras enamorarse de la promotora, a la que siguió de nuevo a Moscú. Asimismo, el baterista Veikko Jumisko se retiró de Catamenia en la primavera de 2007 al no ser capaz de unirse nuevamente a la gira. Sin embargo, no pasó mucho tiempo antes de que Catamenia tuviera otro golpe de suerte tras dar con otro baterista, Mikko Nevanlahti, perfecto y aun así lo suficientemente loco, que se unió a la banda.
Catamenia es de nuevo una banda de 5 por la salida definitiva del vocalista Olli Mustonen, después de sus problemas con las cuerdas vocales y la pérdida de la voz. Ari Nissilä, Kari Vähäkuopus y Toni Kansanoja se hicieron cargo de las voces.
The Time Unchained es el octavo álbum de la banda, que fue grabado en SoundMix Studio y editado en Mastervox Studio, en Oulu. Los aficionados coincidieron en las críticas: muy variable y con una agresiva guitarra, rápidos riffs, batería explosiva, gritos y voces graves, pero conservando el tradicional estilo de Catamenia, con melodías y voces limpias. Esta es la primera vez que un álbum de la banda no posee teclados.
Tras una exitosa gira con el festival Heidenfest y grupos como Finntroll, Primordial, Eluveitie, Equilibrium y Månegarm, Riku empieza a componer nuevas canciones y la banda empieza a preparar su siguiente disco.
El noveno álbum de estudio fue lanzado en febrero de 2010 con el nombre de "Cavalcade" a través de Massacre Records. Una vez más la banda demostró que tenía mucho más para mostrar, y mantuvo su crecimiento, aunque esta vez con cambios importantes en su música. La canción "'Blood Trails" cuenta con la colaboración de Ville Laihiala, de Poisonblack. También incluye una canción tributo a Sentenced, "Farewell", y un cover de Megadeth, "Angry Again". Así mismo, se llevaron a cabo cambios de menor importancia dentro de la banda: todas las guitarras rítmicas las toca a partir de ahora el vocalista Kari, mientras que Ari se centra en las voces y los gritos.
Después de una exitosa gira en el festival Brutal Assault de 2010, la banda se enfrenta a algunos serios cambios en su alineación, pero Riku siguió decidido a mantener la banda activa y reunió un nuevo ejército de miembros, entre ellos el exbajista Mikko Jepo-oja, el guitarrista Sauli Jauhiainen y el batería Toni Qvick. Además, tras buscar entre tres personas, se une como nuevo vocalista Juha-Matti Perttunen. Por último se integra un nuevo tecladista, Jussi Sauvola.
En 2012, la banda anunció la grabación de un álbum recopilatorio, con todas las canciones regrabadas en Mastervox Studios. El álbum se llamó "The Rewritten Chapters".

## Discografía

### Demos
- Demo (1995)
- Winds (1996)

### Álbumes de estudio
- Halls of Frozen North (1998)
- Morning Crimson (1999)
- Eternal Winter's Prophecy (2000)
- Eskhata (2002)
- ChaosBorn (2003)
- Winternight Tragedies (2005)
- Location:COLD (2006)
- VIII - The Time Unchained (2008)
- Cavalcade (2010)
- The Rewritten Chapters (2012)

### Compilaciones
- Massacre's Classix Shape Edition (1999)
- The Best of Catamenia (2013)

### DVD
- Bringing The Cold To Poland DVD (2006)

## Miembros

### Miembros actuales
- Riku Hopeakoski - Fundador de la Banda, guitarra líder, voces de fondo (1995 - actualidad), teclados (2001 - 2002).

- Juha-Matti Perttunen - Voz (2010 - actualidad).

- Mikko Hepo-oja - Bajo (2003 - 2005 y 2010 - actualidad).

- Toni Qvick - Batería y voz limpia (2010 - actualidad).

- Sauli Jauhiainen - Guitarras (2010 - actualidad).

- Jussi Sauvola - Teclados (2011 - actualidad).

### Miembros anteriores
- Mika Tönning - Voz áspera y fundador de la banda (1995 - 2003).
- Sampo Ukkola - Guitarras (1995 - 1999).
- Timo Lehtinen - Bajo (1995 - 2003)
- Heidi Riihinen - Teclados (1995 - 2000).
- Tero Nevala - Teclados (2002 - 2006).
- Toni Tervo - Batería (1995 - 1999).
- Kimmo "Sir" Luttinen - Batería (1999 - 2001).
- Janne Kusmin - Batería (2001 - 2002).
- Veikko Jumisko - Batería (2003 - 2007).
- Olli-Jukka "O.J." Mustonen - Voz áspera (2003 - 2008).
- Kari Vähäkuopus - Voces limpias (2006 - 2010) y guitarra rítmica (2010).
- Toni Kansanoja - Bajo (2005 - 2010) y voz grave (2008 - 2010).
- Ari Nissilä - Guitarra (2000 - 2010) voz de fondo (2000 - 2008), voz limpia (2002), voz áspera (2008 - 2010).
- Mikko Nevanlahti - Batería (2007 - 2010).